# Hilara longivittata
Hilara longivittata är en tvåvingeart som beskrevs av Zetterstedt 1842. Hilara longivittata ingår i släktet Hilara och familjen dansflugor. Arten är reproducerande i Sverige. Inga underarter finns listade i Catalogue of Life.